# بريمية تربسترية
بريمية تربسترية (الاسم العلمي:Leptospira terpstrae) هي نوع من البكتيريا تتبع جنس البريمية من فصيلة نظيرات البريمية.